# Schizophrenia
Schizophrenia ist das zweite Studioalbum der brasilianischen Metal-Band Sepultura. Es wurde 1987 als LP vom Plattenlabel Cogumelo Records in Brasilien herausgebracht.

## Musikrichtung
Der Gitarrist Andreas Kisser sagte, er habe bei seinem Eintritt bei Sepultura im Jahr 1987 „einige neue Einflüsse eingebracht - traditionellen Heavy Metal und einen etwas melodischeren Stil. Es war ein sofortiges geistiges Treffen. Wir verstanden, woher jeder musikalisch kam und konnten einen Weg finden, wie wir all unsere Einflüsse so kombinieren konnten, dass die Musik funktionierte.“ (“...brought in some new influences - traditional heavy metal and a more melodic style. It was an immediate meeting of minds. We understood where each other was coming from musically and we knew we could find a way to put all our influences together and make the music work.”)

## Titelliste
1. Intro, Autor: Sepultura, Länge: 0:31 min
2. From the Past Comes the Storms, Autor: Sepultura, Länge: 4:55 min
3. To the Wall, Musik: Sepultura - Text: Korg (Chakal), Länge: 5:36 min
4. Escape to the Void, Autor: Sepultura, Länge: 4:38 min
5. Inquisition Symphony, Autor: Sepultura (Instrumental), Länge: 7:13 min
6. Screams Behind the Shadows, Autor: Sepultura, Länge: 4:48 min
7. Septic Schizo, Autor: Sepultura, Länge: 4:31 min
8. The Abyss, Autor: Sepultura, Länge: 1:01 min
9. R.I.P. (Rest in Pain), Autor: Sepultura, Länge: 4:36 min
10. Troops of Doom, Autoren: Max Cavalera/Jairo Guedz/Paulo Jr./Igor Cavalera, Länge: 3:19 min[3]
11. The Past Reborns the Storms (Demo Version), Autor: Sepultura, Länge: 5:08 min **
12. Septic Schizo (Rough Mix), Autor: Sepultura, Länge: 4:34 min **
13. To the Wall (Rough Mix), Autor: Sepultura, Länge: 5:31 min **[4]

- * Der Titel 10 wurde bei der Wiederveröffentlichung im Jahr 1990 durch das Plattenlabel Roadrunner Records auf die CD aufgenommen.
- ** Die Titel 11 bis 13  sind nur auf der neu gemasterten Wiederveröffentlichung von 1997 vorhanden.

## Rezeption

### Rezensionen
Zur Zeit der Veröffentlichung musste die Band wie beim Vorgänger Morbid Visions zum Teil herbe Kritik der europäischen Metal-Presse, unter anderem auch vom Magazin Rock Hard einstecken. Kritisiert wurde u. a. der „schlechte Klang“ der Platte.
Eduardo Rivadavia von Allmusic gab dem Album 4 von 5 Sternen und lobte, dass Sepultura auf dem Album Schizophrenia „einen völlig neuen Sound“ eingeführt habe, der Thrash Metal und Death Metal kombinierte („introduced an entirely new sound fusing thrash and death metal“). Insurrection von Sputnikmusic bewertet das Album als viel gepflegter („much more polished“) als das Debütalbum.
Das Album brachte Sepultura den Durchbruch. In Brasilien wurden 10.000 Alben verkauft und Sepultura konnte Konzerte vor 2.000 Fans pro Abend spielen. Die LP verkaufte sich auch weltweit. Das führte dazu, dass die Gruppe 1988 einen Vertrag mit dem New Yorker Plattenlabel Roadrunner Records abschließen konnte.
Tom Lubowski rezensierte das Album rückblickend im Metal Hammer anlässlich des 35. Jubiläums im Rahmen des Artikels Das Metal-Jahr 1987. Er urteilte: „Sepultura setzen mit ihrem zweiten, nur geringfügig ‚sanfteren‘ Werk zum großen Sprung an. Obwohl der neue Gitarrist Andreas Kisser einen deutlich hörbaren Heavy Metal-Einschlag mit in die Band bringe, sei Schizophrenia so räudig wie man es von den Brasilianern gewohnt; Songs wie ‚From The Past Comes The Storms‘ und ‚R.I.P. (Rest In Pain)‘ kanalisieren dieselbe Wut, welche Sepultura bereits auf ihrem 1986 erschienenen Debüt Morbid Visions auszeichnete.“

### Chartplatzierungen
| ChartsChartplatzierungen | Höchstplatzierung | Wochen |
| ------------------------ | ----------------- | ------ |
| Deutschland (GfK)        | 24 (… Wo.)        | …      |